# نیمیتز (ویرجینیای غربی)
نیمیتز (به انگلیسی: Nimitz) یک منطقهٔ مسکونی در ایالات متحده آمریکا است که در شهرستان سامرز، ویرجینیای غربی واقع شده‌است.